# 十二年國民基本教育
十二年國民基本教育是中華民國教育部延長國民基本教育年限，將高中、高職、五專之前三年，納入國民基本教育，以提升國民素質與國家實力的教育政策。原本的九年國民義務教育延伸至十二年國民基本教育。前九年仍為義務教育，但後三年為非強制性的國民基本教育，提供以免試為主，少部份採特色招生的入學方式；雖採免試入學，但超出招生名額時，仍有超額比序，國中教育會考為評比項目之一。後三年的高級中等教育，高職全面免納學費，高中依一定條件免學費，基本上是家庭年所得總額為新臺幣148萬以下者，免納學費，家庭年所得總額超過148萬者：公立高中不補助學費，私立高中則給予定額補助。特定身份的學生也予以減免學雜費。十二年國民基本教育從2011年起為準備階段，至2014年8月（103學年）開始全面實施。
十二年國民基本教育課程綱要，是為整合九年一貫課綱和高中課綱，因應十二年國民基本教育的實施而提出，並以「全人教育」、「核心素養」為發展主軸。以2014年發布的課綱總綱為依據，其核心素養是培育「終身學習者」，其分為「自主行動」、「溝通互動」、「社會參與」三大面向。。十二年國教課綱原定自民國107學年度逐年實施，後修改為自108學年度逐年實施。簡稱「108課綱」。108課綱的基本精神是倡導素養導向教學，突破原有的學科知識框架，讓學生發展出九大新能力，讓知識不再只是知識，而是能解決實際問題的能力。學生從小學、國中、高中與高職的學習路徑，也將更加注重培養個人興趣性向。

## 政策內容
以下為中華民國教育部公佈之內容。

### 理念
立基於九年國民教育，並以五大理念推動十二年國民基本教育： 
1. 有教無類：高級中等教育階段是以全體十五歲以上的國民為對象，不分種族、性別、階級、社經條件、地區等，教育機會一律均等。
2. 因材施教：面對不同智能、性向及興趣的學生，設置不同性質與類型的學校，透過不同的課程與分組教學方式施教。
3. 適性揚才：透過適性輔導，引導學生瞭解自我的性向與興趣，以及社會職場和就業結構的基本型態。
4. 多元進路：發展學生的多元智能、性向及興趣，進而找到適合自己的進路，以便繼續升學或順利就業。
5. 優質銜接：高級中等教育一方面要與國民中學教育銜接，使其正常教學及五育均衡發展；另一方面也藉由高中職學校的均優質化，均衡城鄉教育資源，使全國都有優質的教育環境，使學生有能力繼續升學或進入職場就業，並能終身學習。

### 目標
推動十二年國民基本教育的目標，係以國家、社會及學生個人多元角度之觀照，訂定總體目標與分階段具體目標，其分述如下： 
1. 總體目標 
  1. 提升國民基本知能，培養現代公民素養。
  2. 強化國民基本能力，以厚植國家經濟競爭力。
  3. 促進教育機會均等，以實現社會公平與正義。
  4. 充實高級中等學校資源，均衡區域與城鄉教育發展。
  5. 落實中學生性向探索與生涯輔導，引導多元適性升學或就業。
  6. 有效舒緩過度升學壓力，引導國中正常教學與五育均衡發展。
  7. 強化國中學生學習成就評量機制，以確保國中學生基本素質。
2. 啟動準備階段具體目標（2011年8月至2014年7月）
  1. 就學率達99%以上。
  2. 免試入學率達75%以上。
  3. 就近入學率達95%以上。
  4. 全國優質高中職比率達80%以上。
  5. 落實國中適性輔導及學習成就評量機制。
  6. 普及宣導建立共識
3. 全面實施階段具體目標（2014年8月至2020年7月）
  1. 免試入學率達85%以上。
  2. 就近入學率達99%以上。
  3. 全國優質高中職比率達95％以上

以每半學期教育部統一校內會考分科實施，以此學習檢視成績為排序作為選校順序，（ex:每校國一上學期生學習完國英史地體群美.....各科等，依此類推，接受教育部統一校內測驗，考題由教育部命題，接著把國三畢業生總共六學期的各科成績加總進行所有學生成績排序出名次，以此名次依序先後選校）

## 沿革
十二年國教推動經歷20餘年，歷數次改朝換代、經手多任教育部長，雖然討論延長國教年限上為共通目標，但其實各時期提出的版本在政策面上具有相當差異性。其中除目前版本外，其餘版本即便喊出時程或其他細節，但皆在提出後不久便不了了之。
1983年
- 教育部規劃實施「延長以職業教育為主的國民教育」計畫。

2007年
- 2月27日，當時的行政院長蘇貞昌在立法院施政報告宣示，將從該年度開始逐步推動十二年國教，受到各界的關注。教育部公佈將來有36所明星高中職，能夠單獨或聯合招生，其他201所，以學區分發入學；但在隔天教育部改口說沒有「明星高中職」，把明星改成菁英。
- 3月1日，推翻之前說法，決定明星菁英通通拿掉，只保留「學校發展特色」。由於沒有明確配套措施與實施細節，加上教育部說法反覆，引發外界不滿，亦提出「要採計在校成績，要廢除基測免試上高中職」「不要岐視，要讓每個人都讀優質的高中職」「不要扭曲的生活，要健康快樂的身心靈」「不要罐頭工廠，要有競爭力的適性教育」等訴求。

2009年
- 7月12日，全國家長團體聯盟、人本教育基金會等民間團體發起了「七一二我要十二年國教」活動。

2010年
- 5月，全國家長團體聯盟發起「515讓愛上餐桌」，原訂邀集515個家庭在自由廣場共進午餐，最後報名參加的有615個家庭。活動的主要訴求是，過去台灣社會從農業社會進入工業社會時，因為工作的忙碌，台灣社會發起「爸爸回家吃晚餐」的活動。
- 8月，全國家長團體聯盟結合十多個民間教育團體及三十多個全國各縣市家長團體，於9月份全國教育會議場外發起「民間版全國教育會議」。
- 9月，教育部召開第八次全國教育會議，延長國教年限為該會議的重要討論項目之一，教育部長吳清基表示，可能在2014年廢除基測，完全免試入學，推動十二年國民教育。同年4將全力推動。

2011年
- 元旦，馬英九總統宣布2014年正式實施十二年國民基本教育
- 5月，教育部宣布新的十二年國教進程，預計2020年完成十二年國民教育，七成免試入學（不採在校成績），三成特色學校招生（明星高中採用），但遭家長團體及立委批：「換湯不換藥、壓力更大」。
- 6月，教育部初步決定，提前六年一次到位，預計在2014年免試入學、十二年國教實施時，完全不採計國中在校表現，採取登記入學、抽籤入學、輔導入學三種模式，但是抽籤入學的方案屢遭批評與質疑。
- 8月，臺北市政府宣布該年國中一年級新生試辦12年國教。
- 8月21日，國高中生組成的「反畸形12年國教學生聯盟」前往教育部陳情抗議。該社團在論述中指稱教育部將在103年推動的12年國教版本為「畸形版本」。

2012年
- 3月22日，行政院會通過「高級中等教育法」草案與「專科學校法」部分條文修正草案，為實施12年國教賦予法源依據。
- 3月底，由教育部指導、各國立大學主辦的「十二年國教人才培育規劃座談會」在北中南分別召開，會中邀請數位學者、家長、高中校長及學生發表意見。其中在台大舉行的台北場，總統馬英九親自到場。同場建中校長陳偉泓卻大力抨擊政策，明確表示不希望教育部在103年躁進推動外界仍有疑慮的十二年國教版本立場[來源請求]。
- 4月，建國中學101班學生利用課餘時間對基北區3千位國中生的調查，結果顯示有45%的學生接受目前的考試制度，50%認為12年國教會讓學生素質變壞。為此，建中101班學生和6位老師要求，應暫緩實施12年國教[來源請求]
- 4月25日，教育部在中正紀念堂舉辦十二年國教說明記者會，提出「免試全國十五學區超額比序」以及「29條配套方案」等政策關鍵部分。此外，先前由國高中生組成的學生團體「反12年國教全國連署陳情學生會」即「要求」列席參加，成員甚至當日請假到場，最後教育單位緊急派出優勢警力圍成人牆阻擋學生，學生憤而當場寫下「不要黑箱國教，開放學生參與」大字報，險爆發衝突。[來源請求]
- 5月27日，由北一女學生發起的「反對十二年國教匆促上路之社會運動」集結北中南數十位不同學校的高中生至教育部遞交「建議書」，並在教育部門口召開記者會說明反對匆促上路之理念。[來源請求]
- 6月5日，全國教師工會總聯合會邀集立委召開研討會。[來源請求]
- 6月18日，總統府資政、清華大學榮譽講座教授李家同在國立台北教育大學舉行的演講中公開表示反對12年國教，並針對國教政策中包括志工服務歷等納入十二年國教中的重要升學指標在父親節當天至立法院陳情，並上演行動劇，呼籲改善12年國教政策配套措施，以免出現學生湧入私校的「逃難潮」，造就一堆付不起學費的「不快樂爸爸」。
- 9月8日，台北舉場座談會。由中的十二年國教學生研討會合全國家長團體聯盟及全國教師工會總聯合會等共同主辦，主打「親師生溝通」為主題的「十二年國教親師生聯合座談會」在華江高中召開，教育部次長陳益興也與會聽取意見。

2013年
- 6月11日，全國家長團體聯盟及其理事長吳福濱號召立委陳淑慧與多個教育團體到教育部門口大會師，並喊出「會考三變七、孩子慘兮兮」口號，當時其中一位參加該活動的高三畢業生當面向時任教育部次長陳德華陳情，但結果是仍然未正面面對全家盟等多個團體針對國教問題再做改善。

2014年
- 十二年國民基本教育課程綱要總綱發布。

## 架構分類
師大心測中心結合國中教育會考實施三等第七標示之分級如下：
- 「精熟」（分為A＋＋、A＋、A）
- 「基礎」（分為B＋＋、B＋、B）
- 「待加強」（C）

## 爭議
- 倉促的規劃及短暫的訂定時間。
- 免學費政策之爭議，全部免除學費的政策，可能導致政府原本財務沉重負擔更無法負荷(健保、勞保、公務人員退休俸)，江宜樺親自反對，反對全面免學費談到「偏鄉教育經費、設備老舊、資源有限，不能將錢全用於免學費政策，要花在刀口上；這兩年財政困難，全免學費恐排擠其他教育經費」。
- 學子分類、學區劃分之爭議，沒有充分規劃的前提下，偏遠地區及城市直接各自切割，將對資源分配產生聚集現象，讓原本更富裕的學區吸引更多人，導致偏遠地區的人口更加外流，造成如貧富和城鄉差距，故不少人呼籲在規劃好配套措施前，應暫緩實施。
- 超額比序及國中教育會考設計不當引發的不滿，在北北基最為明顯。如依作文決勝負、採計志工強迫勞動、證照的認證，讓貧窮家庭無法負擔相關費用；間接讓學生為了為了加分，而做出形式上的努力，而非為了心中興趣而從事該項活動。另一方面超量的志工對社會反而有害，台灣常見公立、私人單位採用免費志工擠壓到受雇者及求職者的生存權。
- 過度複雜的比對制度，每個地區都可以各自採取不同的搭配，造成學生在就學選擇上的困擾。
- 因十二年國教制度複雜，在少子化的情況下，大量家長為了增強孩童的競爭力，導致就讀私立國中的學生人數反而逆勢大增。[6]
- 根據一項調查指出，臺灣有63.3%的家長認為十二年國教是最失敗的教育改革，讓孩子競爭力下降，造就了畸形教育情況，而提出重返基測的建議。[7]

### 學者意見
以下是由李家同所指出的該制度七大不合理之處。
1. 現在的制度就已經使很多的孩子並不一定要進明星高中，甚至於不進高中，進高職也是很多年輕學子的願望。為什麼我們又要改革我們的制度呢？
2. 新的制度之下，十分有野心的學生絕對更加用功，因為明星學校的名額少了，而且他們要想進私立高中，這些高中都是要考的。
3. 實施混合教育，將很會讀書的孩子和學習得很慢的孩子放在同一個教室，對於這些程度差的學生來說，將是非常嚴重的打擊，他們一定會被放棄掉。所以，對弱勢孩子而言，他們未蒙其利，反而可能會受其害。
4. 對於絕大多數中等程度的同學而言，他們發現用不用功沒有多大的關係，最後到底能夠進哪一所學校，絕對不是因為程度的關係。所以，他們會比現在還要不用功，整個國家的競爭力一定會大幅下降。
5. 免試升學所要參考的項目，在我看來是非常不合理的，一個學生十分內向，不願意做幹部，也不肯參加社團，為什麼在入學上要受到打擊？一個孩子體能不好，為什麼要受到打擊？
6. 免試升學考慮的項目複雜無比，會使家長有無力感和不確定感，也一定會使家長感到孩子受到不公平的待遇。
7. 我認為我們的惡補情況不會改善，恐怕還會加劇，至少現在已經有補習班要開「健康體適能」的課程了。

### 學生意見
3位108課綱首屆畢業生，針對新課綱亂象於2022年3月發布「108課綱觀察報告」，綜合超過1500份問卷，4場焦點團體及面對面訪談，提出五大政策建議與訴求：
1. 弭平課本與考試程度鴻溝
2. 拒絕學習歷程軍備競賽
3. 正視城鄉與資源落差
4. 直面教育現場執行問題
5. 確立教育改革方向

2023年，報告撰寫人組成學生團體EdYouth，並再次發布「108課綱觀察報告」，在149頁的報告中提出4大重點：
1. 108課綱期待的適性揚才，現階段做不到
2. 學習歷程檔案美意遭考招制度耽誤，終成升學主義打手
3. 課綱忽視技職體系差異，學生失去完整學習的權利
4. 期許教育部看見學生、信任學生，讓學生成為自己

## 相關事件

### 文言文篇目減少爭議
2023年12月，北一女教師區桂芝在歷史教育新三自運動協會舉辦的記者會中指控108課綱大量刪減文言文，其中包括顧炎武的《廉恥》，讓學生不再有機會思考「士大夫之無恥是謂國恥」，批評108課綱是「無恥課綱」，相關影片在社群媒體瘋傳。
據統計，108課綱較舊課綱減少15篇推薦選文、30篇核心選文，其中「廉恥」屬於被刪減的核心選文。從總體上看，108課綱實施後，普通高中國文的文言文比例從原本的45%到65%下降到35%到45%，此項變革為了是減少必修時數、增加選修，方便學生適性學習。
108課綱課審大會委員李雅菁向中央社解釋，108課綱以多元選修為特色，強調素養導向，文言文與白話文的比例並不是考量範圍。而大會也是經過一番折衝，才以表決的方式敲定最終的文言比例。
針對有關爭議，教育部發表新聞稿，澄清108課綱並未廢棄文言文，而是在兼顧不同時代、不同作者、不同文類的基礎上選文，著重多元取材，取材範圍擴大至兼具時代特性、思想流派及文體多樣性的文化經典、台灣新文學作家作品，以及世界華文文學、翻譯作品、文學論述。另外，新課綱沒有廢棄禮義廉恥，而是鼓勵學子思辨和生活中實踐。
教育部長潘文忠也表示，課綱從來沒有廢除禮義廉恥，課綱是引導學生於議題中思辨，能於生活中實踐禮義廉恥。並點出現行教材中論品德、修養的多篇選文，例如翰林版高一國文，以論語探討品德；高二則有孟子「性善」的相關內容。他強調，108課綱希望學生有思辨的機會，而非固守背誦教條或背誦課文，更希望於國語文領域中，學生能夠培養語言溝通、理性思辨能力。

## 相關民間團體
- 國教行動聯盟
- 我要十二年國教聯盟
- 人本教育文教基金會
- 暫緩十二年國教全國學生會
- 全國家長團體聯盟
- 全國教師工會總聯合會
- 反畸形12年國教學生聯盟
- 十二年國教學生研討會
- 全國教育產業總工會
- EdYouth

## 註解
1. ↑  .   [2024-01-08]. （原始内容存档于2024-01-08）.
2. 1 2  .   [2018-03-13]. （原始内容存档于2018-03-13）.
3. ↑  陳雅慧; 蘇逸涵. . 親子天下.
4. ↑  陳雅慧. . 親子天下.
5. ↑  親子天下. .   [2020-08-13]. （原始内容存档于2020-03-03）.
6. ↑  十二年國教助長？讀私中逆勢增萬人 （页面存档备份，存于）（自由時報）
7. ↑  民調：63.3%民眾認為十二年國教實施失敗 （页面存档备份，存于）（自由時報）
8. ↑  李家同／我對12年國教的16點看法與7疑慮 （页面存档备份，存于）（ETtoday 新聞雲）
9. ↑  廖宥甯, 陳惠平, 李瑞霖.  (PDF). 2022-03-04  [2023-05-06]. （原始内容存档 (PDF)于2023-05-03）.
10. ↑  趙宥寧. . 聯合新聞網. 2022-03-15  [2023-05-06]. （原始内容存档于2023-05-07） （中文（臺灣））.
11. ↑  林軒如, 鄭羽芳, 賴映帆, 曾顯柔, 黃莨騰, 陳宇慈, 蘇信宇, 林重佑, 劉融諭. . 2023-04-21.
12. ↑  李琦瑋. . 今日新聞. 2023-04-22  [2023-05-06]. （原始内容存档于2023-05-29） （中文（臺灣））.
13. 1 2 3  . 關鍵評論網. 2023-12-09  [2023-12-14]. （原始内容存档于2023-12-16）.
14. ↑  . 聯合新聞網. 2023-12-08  [2023-12-14]. （原始内容存档于2023-12-16）.
15. ↑  陳至中. 陳政偉 , 编. . 台北[市]. 中央社 CNA. 2023-12-08  [2024-01-06]. （原始内容存档于2024-01-06）.

## 外部連結
- 教育部十二年國民基本教育網站（页面存档备份，存于）